# Ahl Oued Za
Ahl Oued Za est une ville de province de Taourirt, dans la région orientale du Maroc.